# Ole Bischof
Pour les articles homonymes, voir Bischof.
Ole Bischof, né le 27 août 1979, est un judoka allemand évoluant dans la catégorie des moins de 81 kg (poids mi-moyens). Il compte à son palmarès un titre de champion olympique ainsi qu'un titre de champion d'Europe.

## Biographie
Champion d'Allemagne chez les juniors en 1997, Ole Bischof le devient en senior en 2001 à Hamm. En 2003 et 2004, il monte sur de premiers podiums lors de tournois de coupe du monde à Hambourg ou Budapest. En 2004, il remporte une première récompense au niveau international à l'occasion des championnats d'Europe disputés à Bucarest. Le judoka allemand n'y échoue qu'en finale contre Ilias Iliadis, futur champion olympique de la catégorie de poids. Mais malgré ce podium, Ole Bischof n'est pas sélectionné pour participer aux Jeux olympiques d'été de 2004, son compatriote Florian Wanner, champion du monde en titre, lui étant préféré. À la suite de la retraite sportive de ce dernier, Bischof devient le titulaire allemand dans la catégorie des moins de 81 kg. L'année suivante, il décroche son premier titre de champion d'Europe à Rotterdam mais n'est pas performant lors des championnats du monde 2005 organisés au Caire. En 2006, l'Allemand perd son titre continental. Début 2007, il signe deux podiums aux tournois de Paris et de Hambourg avant de terminer au pied du podium lors de l'Euro, comme l'année précédente. Qualifié pour les Jeux olympiques d'été de 2008 en grande partie grâce à sa victoire au tournoi de Rotterdam en septembre 2007, Ole Bischof devient champion olympique lors du rendez-vous de Pékin. Il réalise en effet un parcours sans-faute en éliminant notamment le champion du monde en titre Tiago Camilo, le vice-champion olympique en titre Roman Gontyuk et le Sud-coréen Kim Jae-Bum battu en finale par un yuko.
En 2012 Ole, Bischof finit vice-champion olympique.Il est battu en finale par Jae-Bum Kim qu'il avait battu à la précédente olympiade

## Palmarès

### Jeux olympiques
- Jeux olympiques de 2008 à Pékin (Chine) :
  -  Médaille d'or dans la catégorie des moins de 81 kg (poids mi-moyens).

judo aux Jeux olympiques d'été de 2012
médaille d'argent dans la catégorie des moins de 81 kg (poids mi-moyen).

### Championnats d'Europe
| Catégorie / Année              | 2004 | 2005 | 2006 | 2007 |
| ------------------------------ | ---- | ---- | ---- | ---- |
| Moins de 81 kg Poids mi-moyens | 2e   | 1er  | 5e   | 5e   |

### Divers
- Principaux tournois :
  - 1 podium au Tournoi de Paris (3e en 2007).
  - 2 podiums au Tournoi de Hambourg (3e en 2003 et 2007).
  - 1 podium au Tournoi de Rotterdam (1er en 2007).
  - 2 podiums au Tournoi de Moscou (2e en 2006 et 2007).

- National :
  - 4 podiums aux championnats d'Allemagne (1er en 2001, 3e en 2002, 2e en 2003, 1er en 2004).